# 万福路
万福路是中國廣州市越秀區的一條東西走向的道路，位於泰康路以东，东至越秀南路，長850米，宽24米。

## 名称
这条马路修建于民国时期，因万福桥和万福里而名。

## 與之交匯道路
道路顺序由南往北排列
- 泰康路、北京路
- 文德路
- 德政中路、德政南路
- 湛塘路
- 越秀南路

## 公共交通
- 广州地铁6号线北京路站

均在鄰近萬福路位置設有出口。